# Ronnie Corbett
Ronald Balfour "Ronnie" Corbett, född 4 december 1930 i Edinburgh, Skottland, död 31 mars 2016 i Croydon i London, var en brittisk komiker och skådespelare.
Tillsammans med Ronnie Barker utgjorde han ena halvan av det brittiska komikerpar som i tjugo års tid gjorde det enormt populära TV-humorprogrammet The Two Ronnies. De gjorde också den i Sverige populära TV-filmen Badliv (By the Sea).

## Filmografi (urval)
- 1971–1987 – The Two Ronnies (TV-serie)
- 1973 – Inget sex - vi är ju engelsmän!
- 1982 – Badliv
- 1997 – Otäcka odjur